# SN 1999ay
SN 1999ay – supernowa typu II odkryta 21 marca 1999 roku w galaktyce A144443+5855. W momencie odkrycia miała maksymalną jasność 18,00m.